# Pafnucius (biskup)
Pafnucius Thébský (koptsky Ⲡⲁⲫⲛⲟⲩϯ, také Pafnucius Veliký nebo Pafnucius Egptský; * asi před 300, Horní Egypt; † asi 360 Théby) byl poustevník a posléze možná i biskup v horním Egyptě. Katolickou církví je uctíván jako světec a jeho liturgická památka připadá na 11. září. Koptská církev a další ortodoxní církve si připomínají jeho památku 12. června.

## Život
Nejstarším pramenem o jeho existenci a životě je legenda svatého Onufria. Podle ní Pafnucius poustevníku Onufriovi sloužil a po jeho smrti sepsal jeho životopisnou legendu. Ostatní (pozdější) prameny se shodují v tom, že odešel do Thébské pouště, kde pobýval jako poustevník v samotě ve své eremitáži. 
Podle pozdní tradice se stal duchovním žákem sv. Antonína Velikého. Jeho zbožnost a příkladný život se během času měly stát tak známými, že byl zvolen biskupem v Tebaidě. 
Během vlády římských císařů Galeria a Maximina Daii  († 313) byli křesťané v diecézi Orient a Egypt pronásledováni. Pafnucius byl údajně uvězněn, týrán, měl přijít o oko a být mu přepáleny šlachy v koleni levé nohy. Následně měl pracovat jako otrok v dolech. Po skončení pronásledování se vrátil k biskupské službě a v roce 327 se zúčastnil Prvního nikajského koncilu. Tento koncil chtěl zavést povinný celibát pro veškeré duchovenstvo včetně jáhnů. Pafnucius byl proti tomu a argumentoval, že jde o "nakládání příliš těžkého jha". Od otázky celibátu bylo na koncilu nakonec upuštěno.
Pafnucius rovněž rozhodně vystupoval proti ariánské herezi. Zemřel kolem roku 360.

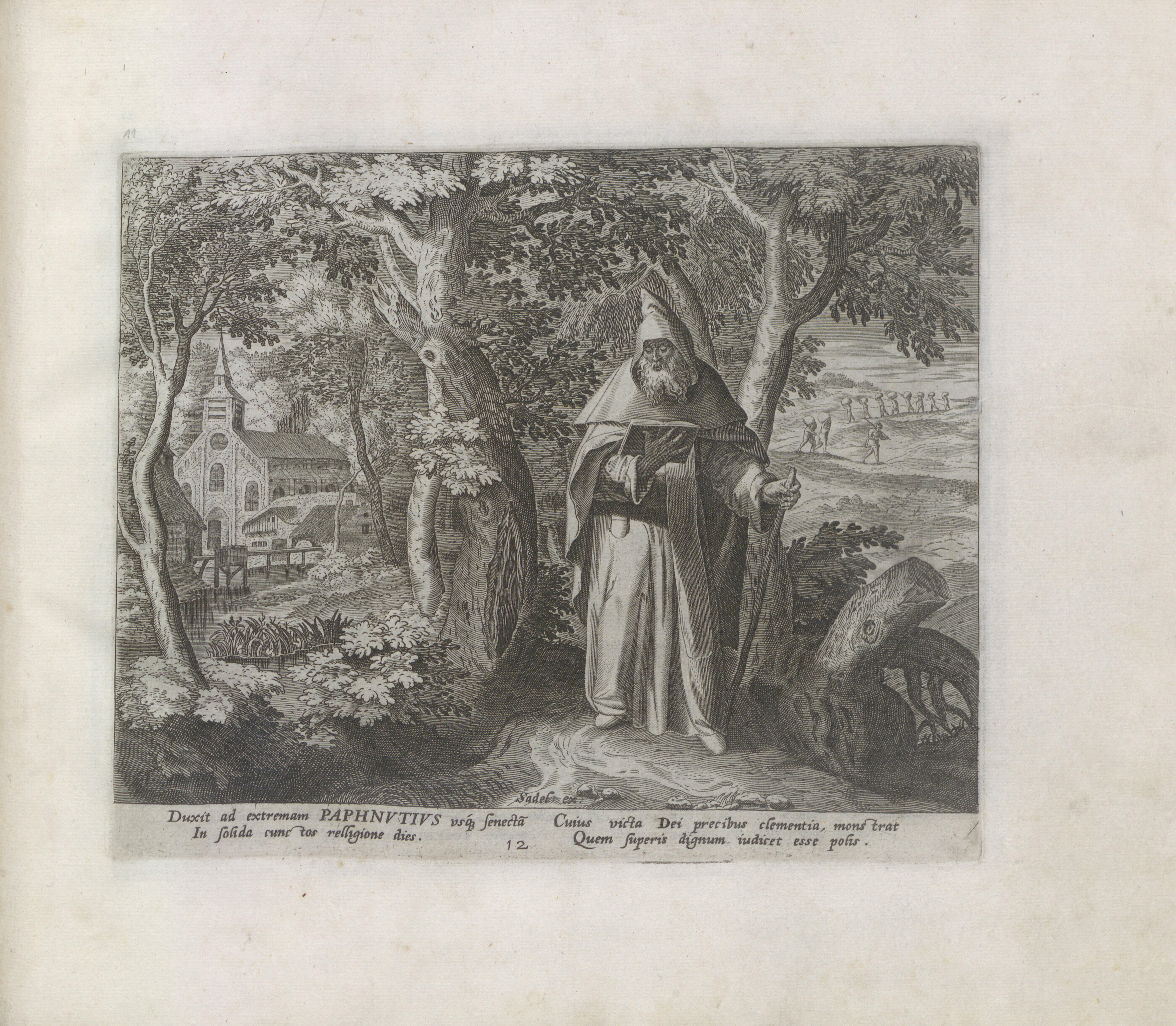
Rafael I. Sadeler a Adriaen Collaert podle předlohy Martena de Vos, Svatý Pafnucius v poušti, z cyklu rytin svatých poustevníků Solitudo Sive Vitae Patrum Eremicolarum, 1594-1598

## Ikonografie
- Pafnucius bývá vyobrazen jako poustevník s plnovousem, v kutně s kápí, s poutnickou holí a rozevřenou knihou v ruce, stojící v pustině lesa nebo pouště. V pozadí bývají vyobrazeni otroci, nesoucí pytle s nákladem (uhlí?), a kostelík, vystavěný v místě Pafnuciovy eremitáže.
- Pafnucius klečí a líbá nohy poustevníka sv. Onufria. [4]
- Stojící Pafnucius halí zemřelé do svého pláště; po stranách stojí na stráži dvojice lvů. Freska ze 14. století, Pisa, Camposanto [5]